# 党崇雅
党崇雅（1584年—1666年），字衡彬，號于姜，陝西宝鸡蟠龍塬人，明末清初政治人物，同進士出身。

## 生平
萬曆四十年（1612年）壬子科陝西鄉試舉人。天启五年（1625年）登乙丑科进士，初授监察御史，累官戶部右侍郎。押运漕粮时，因事丢官，后行贿得以复职。明亡，降李自成。南明安宗時，定「從賊案」，與高爾儼、衛周祚等人皆被定案。
清顺治元年（1644年）经天津总督骆养性举荐，授任原官，調刑部。上疏說：「舊制，大逆大盜，決不待時，餘俱監候秋後處決，未嘗一罹死刑，輒棄於市。請凡罪人照例區別，以昭欽卹。新制未定，並乞暫用明律。俟新例頒行，畫一遵守。」順治二年（1645年）又再次上疏說：「流寇暴虐，今剿滅殆盡。恐寇黨株連，下民未獲寧止。請速頒恩赦。督、撫、司、道及府、州、縣各官，簡用務在得人，庶可廣皇仁，布實政。」並得到聖旨准予施行。駱養性被控貪婪通賊，党崇雅亦受到牽連，後判定為不實指控，免除其罪。給事中莊憲祖彈劾党崇雅庸弱無能，党崇雅遂上疏請求辭官回鄉，清世祖將其慰留。順治五年（1650年）擢刑部尚書。順治六年（1651年）加太子太保。順治八年（1653年）調戶部，加少保。顺治十年（1655年）告归鄉里，仍赐原俸。數月后复诏还朝。順治十一年（1656年）授国史院大学士。顺治十二年（1657年）再次上疏告退，加封少傅兼太子太傅衔。入朝謝封，清世祖見其年邁，賜給党崇雅一件御服，還跟他說：「卿今還裡，服朕賜衣，如見朕也！」即將起程時，又將其召見過來，賜以茶水，以溫和的話勉勵他，之後便命令大學士車克送其歸鄉。順治十三年（1658）下敕書表達慰問。康熙五年（1666年）卒。